# Taux d'autosuffisance alimentaire
 (2017年2月).
Le taux d'auto-suffisance alimentaire est un indice permettant de mesurer l'importance de la production alimentaire d'un pays par rapport à sa consommation intérieure.

## Méthodes de calcul
Le taux d'auto-suffisance alimentaire est généralement calculé de deux manières distinctes
- Sur une base calorique

(Calories produites au niveau national par personne et par jour) ÷ (Calories produites au niveau national ー+ importations et exportations ー+ déchets par personne et par jour) ×100
- Sur la base des chiffres de production

Production alimentaire domestique ÷ Consommation domestique ×100
C'est-à-dire :
Production alimentaire domestique ÷ (Production alimentaire domestique + importations ー exportations) ×100

## Quelques exemples
Quelques exemples de taux d'autosuffisance alimentaire selon le Ministère de l'Agriculture, des Forêts et de la Pêche japonais.
| Pays                                          | Canada | Australie | France | Etats-Unis | Allemagne | Royaume-Uni | Italie | Suisse | Japon |
| --------------------------------------------- | ------ | --------- | ------ | ---------- | --------- | ----------- | ------ | ------ | ----- |
| Sur la base des chiffres de production (2009) | 121%   | 128%      | 83%    | 92%        | 70%       | 58%         | 80%    | 70%    | 70%   |
| Sur une base calorique (2011)                 | 258%   | 205%      | 129%   | 127%       | 92%       | 72%         | 61%    | 57%    | 39%   |

| Pays         | 1965 | 1970 | 1975 | 1980 | 1985 | 1990 | 1995 | 2000 | 2005 |
| ------------ | ---- | ---- | ---- | ---- | ---- | ---- | ---- | ---- | ---- |
| Etats-Unis   | 117  | 112  | 146  | 151  | 142  | 129  | 129  | 125  | 123  |
| Canada       | 152  | 109  | 143  | 156  | 176  | 187  | 163  | 161  | 173  |
| Allemagne    | 66   | 68   | 73   | 76   | 85   | 93   | 88   | 96   | 85   |
| Espagne      | 96   | 93   | 98   | 102  | 95   | 96   | 73   | 96   | 73   |
| France       | 109  | 104  | 117  | 131  | 135  | 142  | 131  | 132  | 129  |
| Italie       | 88   | 79   | 83   | 80   | 77   | 72   | 77   | 73   | 70   |
| Pays-Bas     | 69   | 65   | 72   | 72   | 73   | 78   | 72   | 70   | 62   |
| Suède        | 90   | 81   | 99   | 94   | 98   | 113  | 79   | 89   | 81   |
| Royaume-Uni  | 45   | 46   | 48   | 65   | 72   | 75   | 76   | 74   | 69   |
| Suisse       | －   | －   | －   | －   | －   | －   | －   | 59   | 57   |
| Australie    | 199  | 206  | 230  | 212  | 242  | 233  | 261  | 280  | 245  |
| Corée du Sud | －   | 80   | －   | 70   | －   | 63   | 51   | 51   | 45   |
| Japon        | 73   | 60   | 54   | 53   | 53   | 48   | 43   | 40   | 40   |